# Vendetta (videojuego arcade)
Vendetta & Mendetta, conocido en Japón como Crime Fighters 2 (クライムファイターズ2?), es un videojuego de género Yo contra el barrio para arcade desarrollado y publicado por Konami en 1991. Perteneciente a la serie Crime Fighters, era la secuela del título de 1989 Criminale Fighters y fue seguido por el juego Violent Storm.

## Argumento
La pandilla de los protagonistas, llamada The Cobras, tiene 5 miembros: Blood (antiguo boxeador profesional), Hawk, (antiguo luchador profesional con fuerte parecido a Hulk Hogan), Boomer (un experto en artes marciales), Sledge (un militar exconvicto con un look parecido a Mr. T), y Kate, la damisela en apuros, descrita como la protegida de Hawk.
Un día, Kate es secuestrada por la Dead End Gang bajo el mando de Faust. Los cuatro hombres van a salvarla, a salvarla luchando contra oleadas de enemigos que son enviados contra ellos.

## Jugabilidad
El título tuvo versiones para un máximo de 2 o 4 jugadores en cooperativo.
Como en la mayoría de los beat 'em ups, el juego presenta fundamentalmente acción con scroll lateral, en donde el marcador depende simplemente del número de oponentes eliminados, sin importar su fuerza —un enemigo anónimo o un jefe de fase suman lo mismo al marcador—. Esta característica está presente en la mayoría de beat 'em ups arcade de Konami. Sin embargo, el juego tiene algunas peculiaridades en su jugabilidad. Una de ellas es que un enemigo noqueado puede seguir recibiendo golpes, algo que también se ve en el beat 'em up de los X-men. Esto se hace con el botón de patada, aunque la maniobra que el sprite realiza es un puñetazo, un golpe en caída con el codo, una patada corta/pisotón o un rápido golpe en caída con la rodilla, dependiendo del luchador elegido.
Otra peculiaridad es que en vez de los típicos botones de "ataque" x-y "salto", este juego usa botones de "puñetazo" y "patada". La única maniobra aérea es el especial de patada más puñetazo, y sólo cuando el joystick está apuntando hacia adelante. Esto también descarta el ataque a la desesperada estándar de los beat 'em ups por el cual se tumba a todos los enemigos en un pequeño radio alrededor del jugador a costa de perder algo de energía. Por tanto, en Vendetta el jugador ha de ser aún más cauto.
Otra característica es la posibilidad de actuar en equipo, tanto para jugadores como para enemigos. Con dos o más jugadores, uno puede agarrar un enemigo por detrás para inmovilizarlo mientras el otro aprovecha para golpear al rival indefenso. Esto también puede funcionar a la inversa, siendo el sprite del jugador el que es agarrado por detrás para luego ser golpeado.
Hay armas de todo tipo en el juego, desde pistolas hasta cuchillas, pero quizá la más llamativa es un bate con clavos, el cual puede ser utilizado contra los enemigos, enviándolos a los muros.

## Censura
Vendetta and Mendetta fue censurado en su lanzamiento fuera del mercado asiático eliminándose un personaje enemigo que viste de cuero y agarra al personaje del jugador, procediendo a lamerlo y frotarse lascivamente contra él. Si el jugador está caído este personaje a menudo seguirá frotándose contra las farolas del escenario en caso de haberlas.